# مليك عسله
مليك عسلة (مواليد 8 يوليو 1986) هو لاعب كرة قدم جزائري. يلعب كحارس مرمى.

## ألقاب
- كأس الجمهورية الجزائرية لكرة القدم: (1) مع شبيبة القبائل في موسم 2010–11

## روابط خارجية
- مليك عسله على موقع قاعدة بيانات كرة القدم.إي يو (الإنجليزية)
- مليك عسله على موقع ناشيونال فوتبول تيمز (الإنجليزية)
- مليك عسله على موقع Soccerway.com (الإنجليزية)